# Slavica Wratislaviensia
Slavica Wratislaviensia – czasopismo naukowe powstałe w 1969 roku, wydawane przez Wydawnictwo Uniwersytetu Wrocławskiego. Jego twórcą i założycielem był profesor Marian Jakóbiec. Obecnie funkcję redaktora naczelnego pełni dr hab. Ewa Komisaruk, prof. UWr.

## O czasopiśmie
Początkowo pismo służyło prezentacji dorobku naukowego wrocławskiej rusycystki. Obecnie ukazują się w nim także publikacje literaturoznawców i językoznawców z czołowych ośrodków naukowych, zarówno krajowych jak i zagranicznych (m.in. z Chorwacji, Czech, Japonii, Litwy, Niemiec, Rosji, Serbii, Szwajcarii, Ukrainy, Włoch).
W czasopiśmie prezentowane są głównie dwa obszary refleksji naukowej:
– historia literatur słowiańskich w aspekcie syntetycznym i analitycznym, a także badania porównawcze oraz dotyczące recepcji poszczególnych literatur słowiańskich w Polsce;
– badania językoznawcze, dotyczące poszczególnych języków słowiańskich w ujęciu opisowym i historycznym oraz prace o charakterze porównawczym, socjolingwistycznym i translatorycznym.
Czasopismo publikuje teksty we wszystkich językach słowiańskich. Stałymi rubrykami są: Artykuły, Recenzje i Sprawozdania (zwłaszcza z konferencji międzynarodowych).
Oprócz zróżnicowanych tematycznie numerów czasopisma tradycją stały się tomy monograficzne: literaturoznawcze ("Wielkie tematy kultury w literaturach słowiańskich") oraz językoznawcze ("Wyraz i zdanie w językach słowiańskich").
Niektóre numery archiwalne dostępne są w formacie pdf na stronie internetowej czasopisma.
Bazy, w jakich znajdują się abstrakty artykułów publikowanych w Slavica Wratislaviensia:
Czasopismo indeksowane jest na listach Index Copernicus.